# Nihoa verireti
Nihoa verireti är en spindelart som beskrevs av Raven 1994. Nihoa verireti ingår i släktet Nihoa och familjen Barychelidae. Inga underarter finns listade i Catalogue of Life.